# Franc Hvalec
Franc Hvalec, slovenski gospodarstvenik, rojen 30.9.1924 na Ptuju, umrl 14.2.2018 v Mariboru.
Diplomirani inženir kemije, delal na različnih vodilnih mestih v gospodarstvu, direktor Mariborske tekstilne tovarne (MTT) v Mariboru, v letih 1964 do 1978 direktor Tovarne Zlatorog v Mariboru, od leta 1978 do 1990 predsednik upravnega odbora Kreditne banke Maribor. Poslanec skupščine Socialistične federativne republike Jugoslavije (SFRJ). Prejemnik številnih nagrad za gospodarske dosežke, med drugim tudi Kraigherjeve nagrade, ki jo je razpisala Gospodarska zbornica Slovenije (GZS) kot moralno in materialno priznanje za izjemne dosežke trajnejšega pomena v organizaciji in vodenju gospodarske organizacije. Priznanje mu je podelil takratni predsednik GZS g. Andrej Verbič dne 6. januarja 1975.  .Publikacija Glas gospodarstva marec 2012, str. 12. Kot pomembno gospodarsko osebnost ga navaja tudi publikacija Enciklopedija Slovenije.

## Življenjepis
Franc Hvalec je bil rojen 30. septembra leta 1924 na Ptuju, kjer je začel obiskovati gimnazijo. Med vojno je bil s starši izseljen v Bosno, od koder so bežali na Hrvaško, kjer je v Sisku končal gimnazijo. Diplomiral je na Tehnični fakulteti v Ljubljani, smer kemija in pridobil naziv diplomirani inženir kemije. Po končanem študiju se je leta 1951 zaposlil v kmetijskem znanstvenem zavodu v Mariboru. V času 1952 do 1964 je delal na različnih delovnih mestih v Mariborski tekstilni tovarni. Bil je vodja kemijskih obratov v tovarni. V letu 1964  je prevzel mesto generalnega direktorja tovarne Zlatorog, ki jo je vodil do leta 1978. Tovarna Zlatorog je bila takrat največji proizvajalec kozmetike in pralnih praškov v Jugoslaviji. Bila je ena redkih tovarn, ki je tesno sodelovala s proizvajalci kozmetike iz Nemčije in Švice. Bil je predsednik Sveta za industrijo in obrt SO Maribor, bil je član upravnega odbora ZITT (Zveza inženirjev tekstilnih tovarn) Jugoslavije, odbornik občinske skupščine Maribor, predsednik izvršnega odbora Zavarovalnice Maribor, predsednik izvršilnega odbora jugoslovanskega poslovnega združenja SIKO, predsednik poslovnega odbora STTC Maribor, predsednik komisije za varstvo pri GZS, bil je zvezni poslanec gospodarskega zbora v Beogradu, bil je tudi v.d. direktor združenja SOZD KEMA (Združena kemična, metalurška in abrazivna industrija KEMA Maribor) ter zaslužni in častni član ZIT tekstilcev Slovenije.
Od leta 1978 pa vse do upokojitve leta 1990 je bil predsednik poslovodnega odbora Kreditne Banke Maribor.
Umrl je 14. februarja 2018 v Mariboru.
1. ↑  https://www.obrazislovenskihpokrajin.si/oseba/hvalec-franc/